# Gran Turismo

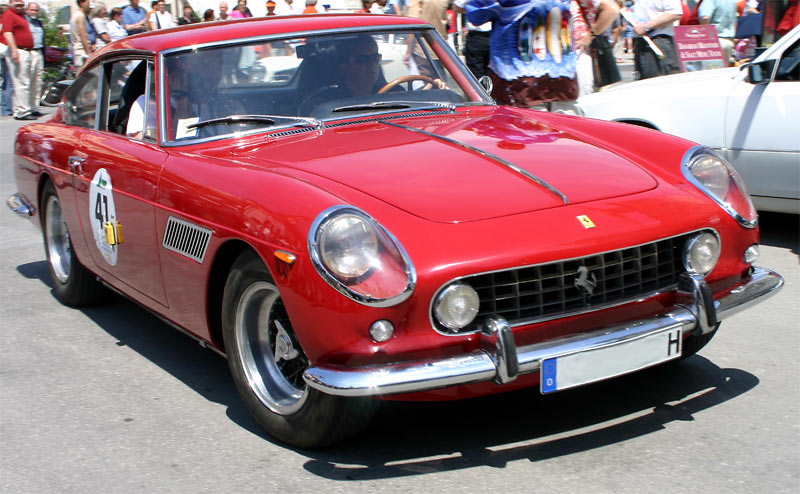
Ferrari 250 GTE Pininfarina

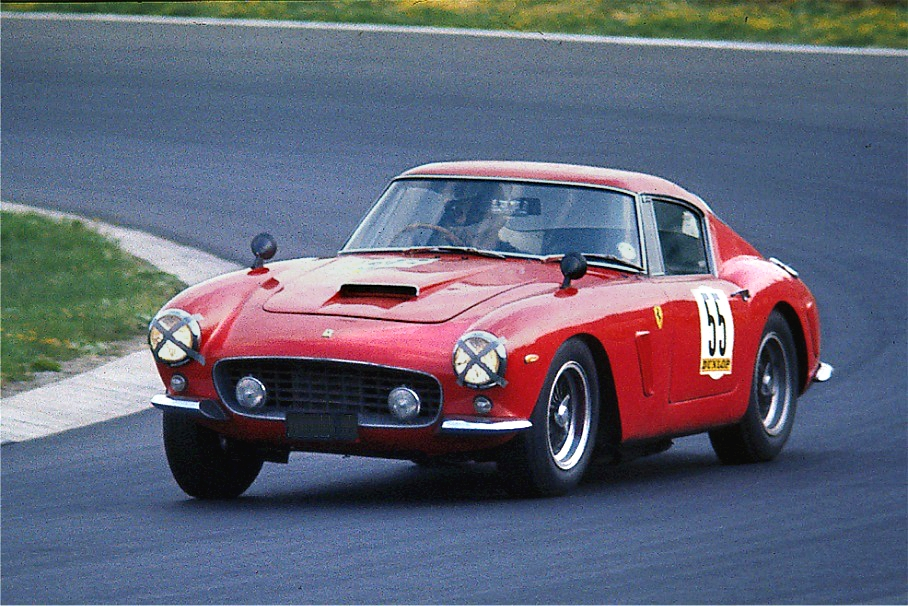
Ferrari 250 GT, Baujahr 1960

Gran Turismo (italienisch), englisch Grand Touring, französisch Grand Tourisme, kurz GT und frei übersetzt „große Rundfahrt“ (vgl. Grand Tour), beschreibt den Verwendungszweck ursprünglicher GT-Fahrzeuge, also relativ komfortabler und gut motorisierter Sportwagen, die für Langstreckenrennen geeignet sind.

## Ursprüngliche GT-Fahrzeuge
GT-Fahrzeuge im ursprünglichen Sinn unterschieden sich von den spartanischen reinen Sportwagen durch mehr Komfort, einen größeren Innenraum und eine höhere Tauglichkeit, mit ihnen über lange Strecken bequem reisen zu können.
Derartige Fahrzeuge wurden mit einem Beifahrer („Schmiermaxe“) bei Langstreckenrennen eingesetzt, insbesondere bei den italienischen Klassikern Targa Florio und Mille Miglia, bei denen von 1927 bis 1957 auf öffentlichen Straßen bis zu 1600 Kilometer quer durch Italien gefahren wurden, ähnlich wie bei der Carrera Panamericana in Mexiko. Auf geschlossenen Rennstrecken verzichtete man bald auf den Beifahrer, da er als Mechaniker oder Navigator dort kaum sinnvoll war. Typisches Betätigungsfeld von GT-Fahrzeugen waren bzw. sind seither 24-Stunden-Rennen, zum Beispiel in Le Mans, Daytona oder auf dem Nürburgring und bei 1000-km-Rennen (Nürburgring, Monza oder Spa-Francorchamps).
Inbegriff reinrassiger GT-Fahrzeuge wurden nach dem Krieg die Modelle von Ferrari aus den 1950er- bis 1970er-Jahren, die GT in den Typenbezeichnungen führten, etwa der 250 GT, der 250 GTO oder der 365 GTB. Aber auch verschiedene Lancia-Modelle wie der Aurelia oder Fulvia können hier neben einigen Alfa Romeo sowie Maserati genannt werden. Die englischen Bentley dominierten zeitweise in Le Mans; später bauten Jaguar und Aston Martin typische GT-Fahrzeuge. Mercedes hatte schon in den späten 1920er-Jahren mit dem SSK einen GT-Ableger der Luxuslimousinen herausgebracht. Nach dem Krieg baute man 1952 den größten verfügbaren Motor, den Sechszylinder aus der 300er-Limousine, in ein leichtes und windschlüpfiges Sportwagenchassis ein und konnte mit diesem 300 SL die wesentlich stärker motorisierte Konkurrenz insbesondere auf den sehr langen Strecken schlagen.
Großserienhersteller entwickeln oft GT-artige Fahrzeuge, indem sie gut motorisierte Limousinen erleichtern bzw. kürzen (Coupé) oder leichte Fahrzeuge mit der Technik größerer Baureihen ausrüsten.

## Reglementierung

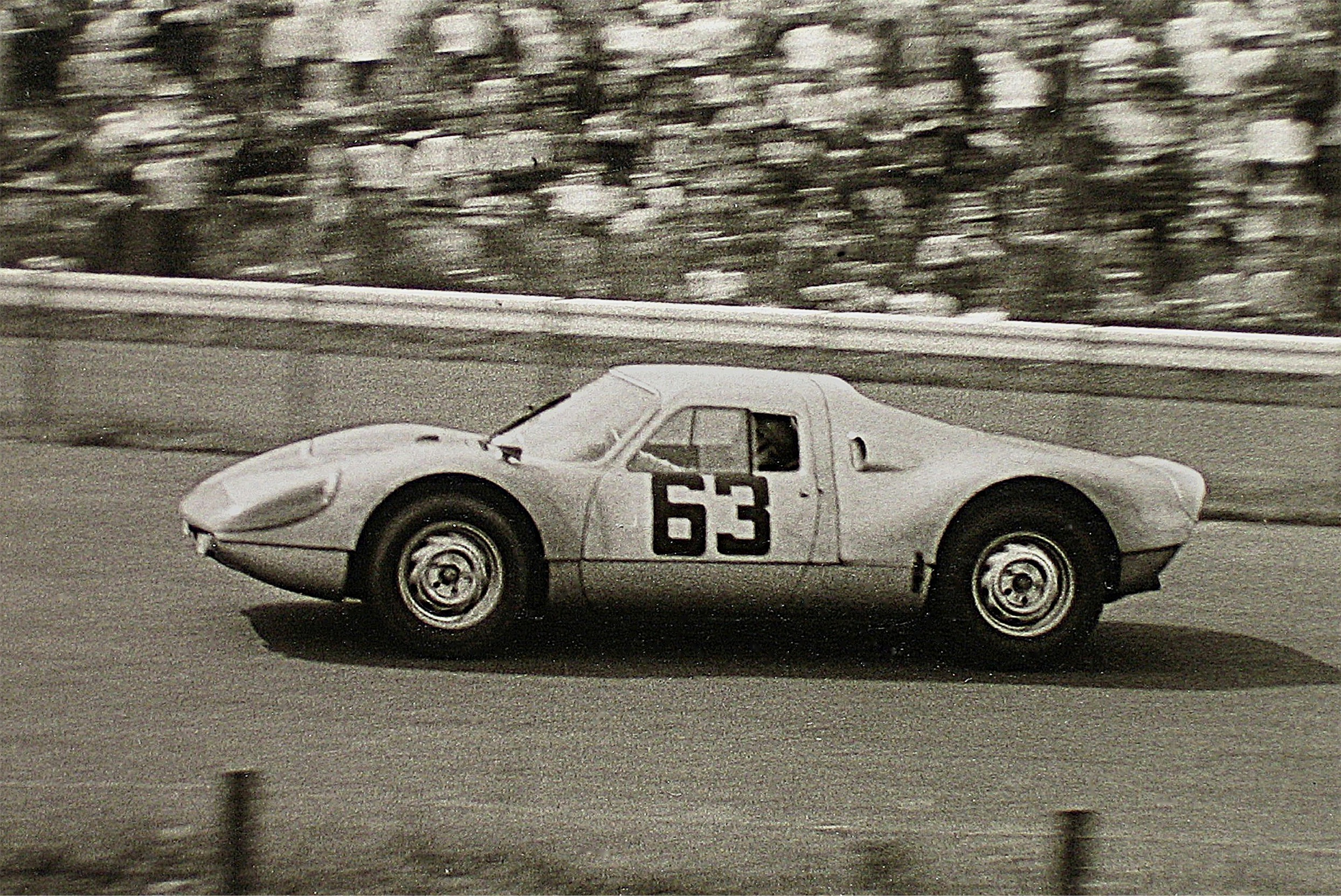
Porsche 904 GTS

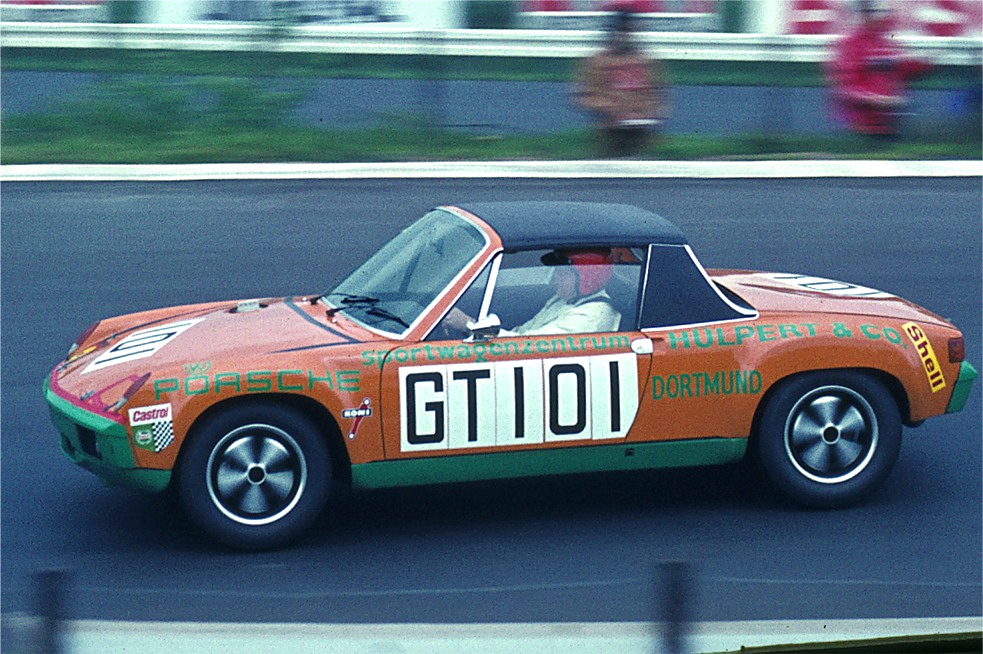
Porsche 914-6 beim 1000-km-Rennen auf dem Nürburgring 1970

Für den Rennsport legte die FIA Regeln fest, denen die GT-Fahrzeuge z. B. von Anfang bis Mitte der 1960er-Jahre zu entsprechen hatten. Unter anderem war Folgendes vorgeschrieben:
- offene oder geschlossene Karosserie mit zwei Türen und mindestens zwei gleich großen nebeneinander angeordneten Sitzen, Innenbreite mindestens 110 cm, Kotflügel organisch mit der Karosserie verbunden,
- Kofferraum (ohne Reserverad) mindestens 65 × 40 × 20 cm,
- Windschutzscheibe aus Schichtglas von mindestens 90 × 25 cm (Höhe zwischen Sitzpolster und oberem Scheibenrand mindestens 85 cm), Rückfenster mindestens 60 × 10 cm; Seitenfenster aus Sicherheitsglas oder festem Plastik,
- Rückspiegel 100 cm²,
- gleich große Felgen und ein fertig montiertes Reserverad im Wagen.

GT-Rennfahrzeuge mussten straßenzulassungsfähige Autos sein, die in einer jeweils im Reglement festgelegten Mindestanzahl hergestellt werden mussten. 1965 galt z. B. eine Herstellungszahl von mindestens 100 Stück seit Serienbeginn. Später waren 1000 oder auch 500 Stück vorgeschrieben.

## GT-Rennserien der Gegenwart
Der Automobilverband FIA schrieb 1997 für die FIA-GT-Weltmeisterschaft mehrere GT-Klassen aus. Die Einstufung wurde in den folgenden Jahren mehrmals geändert, etwa durch Wegfall der eher als Prototypen einzustufenden GT1 nach 1998 und späterer Umbenennung der verbliebenen Klassen in GT und N-GT. So existiert seit 2005 die relativ seriennahe GT2 und eine GT1 mit stärker modifizierten Fahrzeugen. 2006 schrieb die FIA zusammen mit dem Rennveranstalter SRO  weitere GT-Rennserien aus, u. a. die Gruppe GT4 und die Blancpain Endurance Series, die heute die GT-World Challenge Europe ist. Die FIA GT3-Europameisterschaft basierte auf der neugeschaffenen GT3. Darüber hinaus existierten bis 2004 in anderen Rennserien, die das modifizierte technische Regelwerk des 24-Stunden-Rennen von Le Mans aufgriffen, in Anlehnung an die verschiedenen GT-Kategorien der FIA die Klassen GTP und GTS. Auch im Rallye-Sport gibt es seit 2011 mit der Group R-GT eine von der FIA anerkannte Klasse für GT-Fahrzeuge.

## Bezeichnung GT

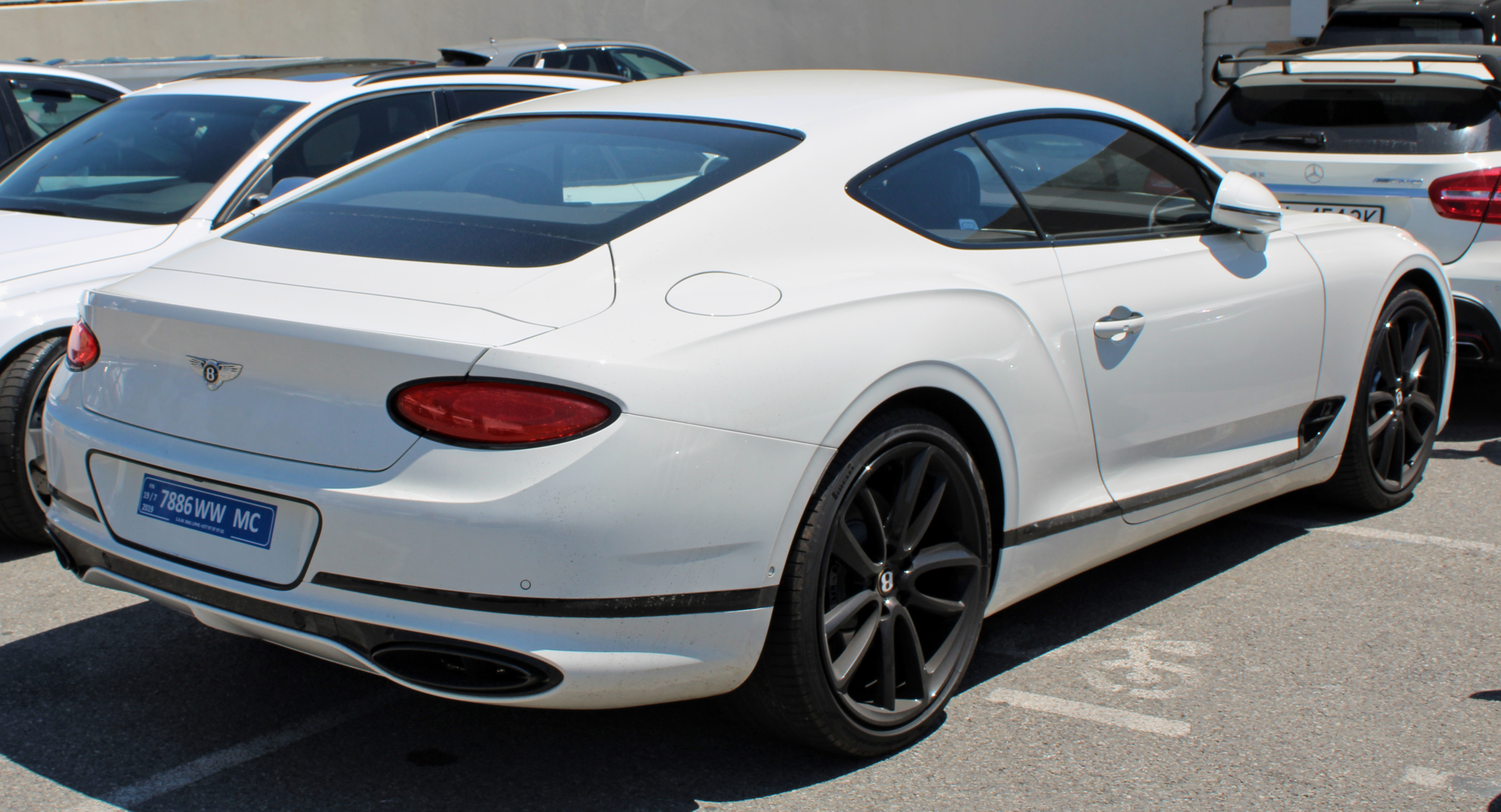
Bentley Continental GT

Die Begriffe GT oder auch GTI bzw. GTC, GTS und GTR werden für meist sportliche Fahrzeuge einer bestimmten Fahrzeugklasse in diversen Modellreihen verwendet, z. B. Porsche 928 GT, Ford Mustang GT, VW Golf GTI, Opel GT Roadster, Bentley Continental GT, BMW 3er Gran Turismo und Toyota GT86. Viele der heute mit dem Kürzel GT bezeichneten Fahrzeuge haben mit einem echten GT im ursprünglichen Sinn wenige Gemeinsamkeiten, da die Bezeichnung nur als Etikett dient – siehe Golf GTI (Gran Turismo Injection) bei Volkswagen oder Astra GTC (Gran Turismo Compact) bei Opel.